# Żupania licko-seńska
Żupania licko-seńska (chorw. Ličko-senjska županija) – żupania w Chorwacji ze stolicą w Gospiciu. W 2011 roku liczył 50 927 mieszkańców.

## Podział administracyjny
Żupania licko-seńska jest podzielona na następujące jednostki administracyjne:

- miasto Gospić
- miasto Novalja
- miasto Otočac
- miasto Senj
- gmina Brinje
- gmina Donji Lapac
- gmina Karlobag
- gmina Lovinac
- gmina Perušić
- gmina Plitvička Jezera
- gmina Udbina
- gmina Vrhovine